# Pycnotropis subareata
Pycnotropis subareata är en mångfotingart som först beskrevs av Jeekel 1963.  Pycnotropis subareata ingår i släktet Pycnotropis och familjen Aphelidesmidae. Inga underarter finns listade i Catalogue of Life.